# Autobahnknoten Poznań-Wschód
Der Autobahnknoten Poznań-Wschód (polnisch: Węzeł autostradowy Poznań-Wschód) liegt südwestlich der polnischen Ortschaft Nagradowice in der Woiwodschaft Großpolen. Er verbindet die polnische Autobahn A2 und die Schnellstraße S5 miteinander.

## Geschichte
Der Bau des Knotens erfolgte in den Jahren 2011 und 2012 zusammen mit dem Bau des Abschnittes der S5 zwischen den Knoten Gniezno-Południe und Poznań-Wschód. Er fand in einer gesonderten Aufgabe statt. Als Bauunternehmen wurde Strabag in einer Ausschreibung ausgewählt. Der Baubeginn erfolgte im Juni 2011. Die Baukosten betrugen 53 Millionen Złoty, wovon zwei Drittel von der Aktiengesellschaft Autostrada Wielkopolska und ein Drittel von der GDDKiA getragen wurden. Der Knoten wurde am 4. Juni 2012 eröffnet und stellt seitdem das östliche Ende der Südumgehung Posens im Verlauf der A2 dar. Aufgrund der 1,5 Kilometer östlich im Verlauf der A2 gelegenen Mautstelle Nagradowice wurde ein dritter Fahrstreifen pro Fahrbahn vom Betreiber Autostrada Wielkopolska zwischen dem Knoten und der Mautstelle dazugebaut.

## Aktueller Stand
Folgende Richtungen stehen zur Auswahl:
- Autobahn A2 in westliche Richtung nach Posen
- Autobahn A2 in östliche Richtung nach Lodz und Warschau
- Schnellstraße S5 in nördliche Richtung nach Gniezno

## Sonstiges
Der Knoten hieß ursprünglich nur Autobahnknoten Nagradowice und wurde aufgrund der naheliegenden Ortschaft Nagradowice so benannt. Im Jahr 2012 wurde der Name in Autobahnknoten Poznań-Wschód geändert, obwohl der Knoten nicht in den Stadtgrenzen von Posen liegt, jedoch das östliche Ende der Südumgehung Posens darstellt. Der Knoten ist aus einer Trompete aufgebaut und  besteht aus einem Brückenbauwerk.